# Võ Thị Ánh Xuân
Võ Thị Ánh Xuân (vietnamita:Võ Thị Ánh Xuân; Thới Sơn, 8 gennaio 1970) è una politica ed ex educatrice vietnamita che ricopre il ruolo di 17º vicepresidente del Vietnam dal 2021. Ha ricoperto brevemente il ruolo di presidente ad interim del Vietnam nel 2023 e nel 2024.
È la più giovane vicepresidente del Vietnam dal 1945.

## Biografia
È nata l'8 gennaio 1970 a Thoi Son, Tinh Bien, nella provincia di An Giang. Dal 1992 al 1996 è stata insegnante in una scuola superiore a Long Xuyen, nella provincia di An Giang. Il 20 dicembre 1994 è stata ammessa al Partito Comunista del Vietnam, diventando ufficialmente membro del partito il 20 dicembre 1995.

## Carriera politica
Dall'agosto 1996 al luglio 2001, Vo Thi Anh Xuan è stato General Research Fellow del Comitato Provinciale del Partito di An Giang. Dal 2001 al 2010 è stata membro del consiglio permanente, vicepresidente e poi presidente dell'Unione delle donne di Aniang. Durante questo periodo, è stata anche membro del Comitato Organizzatore del Partito della Provincia di An Giang (dicembre 2005-ottobre 2010). Dall'agosto 2010 all'ottobre 2010 è stata anche vice capo della Commissione provinciale di mobilitazione di massa di An Giang.
Dal novembre 2010 al gennaio 2013 è stata membro del Consiglio permanente del Comitato provinciale del Partito di An Giang, segretario del Comitato del Partito della città di Tang Chau, provincia di An Giang. Nel gennaio 2011 è diventata membro supplente del Comitato centrale del partito per un undicesimo mandato. Da febbraio a novembre 2013 è stata membro del Consiglio permanente del Comitato provinciale del Partito di An Giang e vicepresidente del Comitato del popolo di An Giang. Dal dicembre 2013 all'ottobre 2015 è stata vice segretaria del Comitato provinciale del Partito di Aniang. Il 2 ottobre 2015 è diventata segretaria del Comitato provinciale del Partito di Angiang, posizione che ha ricoperto fino al gennaio 2023.
Nel gennaio 2016 è stata eletta membro del Comitato centrale del partito della XII convocazione. Dopo le elezioni dell'Assemblea Nazionale della XIV convocazione, è stata anche capo della delegazione dell'Assemblea Nazionale di Angiang.
Il 6 aprile 2021, l'Assemblea Nazionale del Vietnam ha adottato una risoluzione sull'elezione di Vo Thi Anh Xuan a Vice Presidente della Repubblica Socialista del Vietnam con il sostegno di 447 deputati su 449 presenti alla riunione, che equivale al 93,13% dei voti del numero totale dei parlamentari.

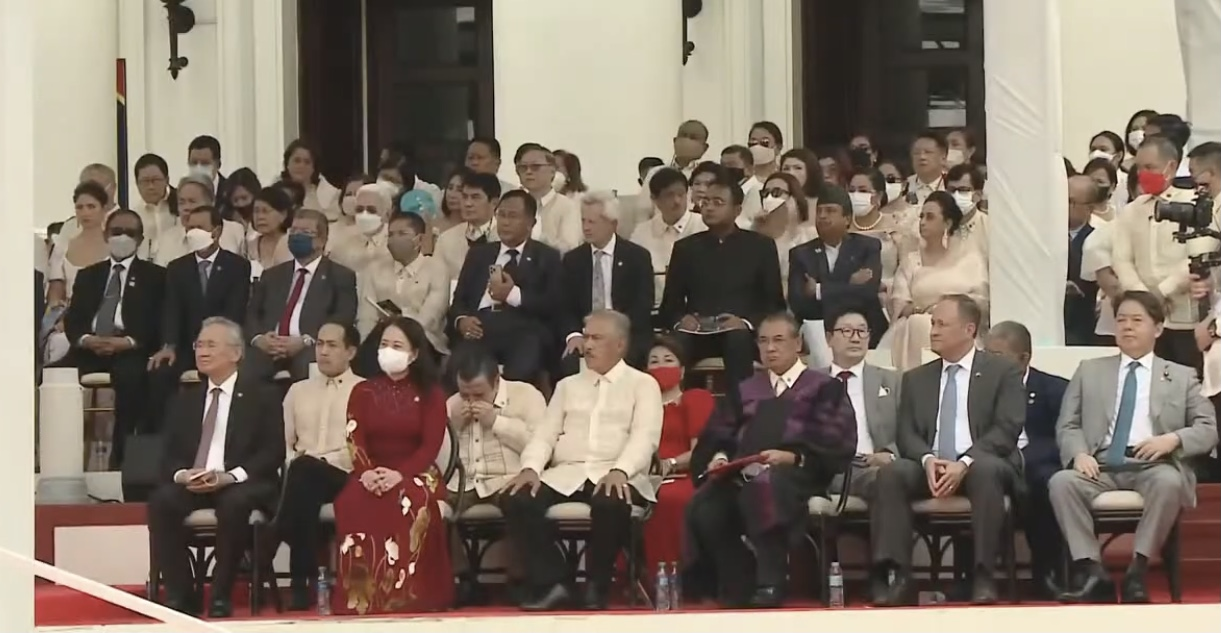
Vo Thi Anh Xuan all'inaugurazione del presidente filippino Bongbong Marcos

Il 30 giugno 2022, Xuan ha partecipato alla cerimonia di insediamento del presidente filippino Bongbong Marcos. Il 13 ottobre 2022 si è recata in Kazakistan per il sesto vertice di coordinamento e rafforzamento della fiducia in Asia (CICA).
Il 18 gennaio 2023 è stata nominata presidente ad interim del Vietnam dopo le dimissioni di Nguyen Xuan Phuc. Ha prestato giuramento ufficialmente il 4 febbraio 2023.
Il 20 marzo 2024, il presidente Vo Van Thuong è stato sollevato dai suoi incarichi di capo di Stato, membro del Politburo, membro del Comitato centrale del partito, del Consiglio nazionale di difesa e sicurezza. Xuan è diventata presidente ad interim per la seconda volta. Lo è stata sino 22 maggio 2024, quando Tô Lâm è stato eletto presidente.